# Flying Cunts of Chaos
Flying Cunts of Chaos (F.C.C) est un groupe de rock du label Serjical Strike, qui fut également le backing band de Serj Tankian lors de ses tournées de 2007 à 2009,,,.

## Historique
Serj Tankian a été questionné à propos du choix du nom du groupe, Flying Cunts of Chaos (« Les Connards Volants du Chaos »). Sa réponse fut la suivante :
« Well, I was originally thinking of naming the record that, but I thought it might not make it into any retail stores. So when it was time to come up with a name for the band I thought 'Serj and the Flying Cunts of Chaos' just for fun, to be honest. We had two or three different names, I ran them by the guys in the band and, overwhelmingly, everyone liked the 'Cunts', so... » (« Et bien, à l'origine je pensais donner ce nom à l'enregistrement, mais j'ai pensé qu'il n'arriverait jamais dans les bacs (ndt : à cause d'un tel nom). Ainsi, quand il a fallu trouver un nom pour le groupe, j'ai pensé à « Serj et les Connards Volants du Chaos », juste pour la blague honnêtement. Nous avons eu deux ou trois noms différents, je les ai proposés aux gars du groupe, et, de manière écrasante, tout le monde aimait les "Connards", donc... »).
Il pense aussi que le mot cunt résonnait mieux que pussy, whore, ou bitch,.
En 2007, Serj Tankian sort son album Elect the Dead et commence une tournée avec les F.C.C en tant que backing band.
Les membres de groupe sont : Dan Monti (lead guitar, chœurs), le guitariste de Primus Larry LaLonde, Mario Pagliarulo (basse, chœurs), Troy Zeigler (batterie) ainsi qu'Erwin Khachikian (piano).
En juillet 2010, ils sortent leur premier single, Daysheet Blue sur ITunes.
En 2012, certains membres du groupe fondent The Hollywood Arson Project (Troy Zeigler, Mario Pagliarulo, Jeff Mallow),,.
En 2018, le groupe part en tournée avec Primus.